# Deda (Mureș)
Deda (in ungherese Déda, in tedesco Dade) è un comune della Romania di 4437 abitanti, ubicato nel distretto di Mureș, nella regione storica della Transilvania. 
Il comune è formato dall'unione di 4 villaggi: Bistra Mureșului, Deda, Filea, Pietriș.